# قمر چوپان

پرومتئوس (راست) و پاندورا (چپ) هر دو نزدیک حلقهٔ F کیوان (زحل) می‌چرخند، اما باور کنونی بر این است که فقط پرومتئوس به عنوان یک چوپان عمل می‌کند.

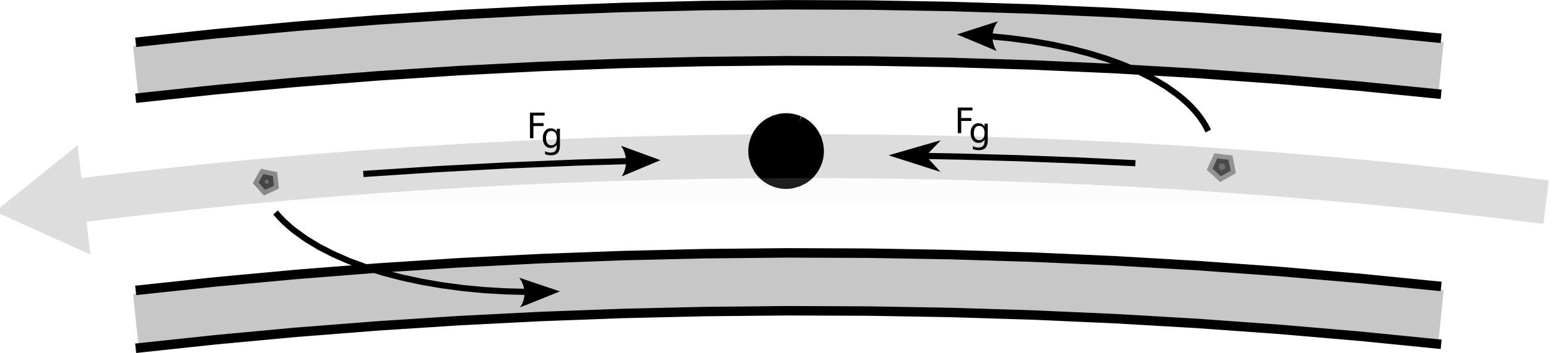
عمل‌کرد قمر چوپان– ذرات در مدار خود، می‌توانند در جلو یا در پشت قمر چوپان قرار گرفته باشند و بنا بر این آنها یا در جهت حرکت قمر شتاب می‌گیرند و به بیرون پرتاب می‌شوند یا از سرعت آنها در مسیر کاسته می‌شود و به داخل کشانده می‌شوند.

قمر چوپان (همچنین قمر گله‌بان یا قمر ناظر) (انگلیسی: Shepherd moon) ماهواره طبیعی کوچکی است که شکاف موجود در حلقه‌های سیاره را پاک می‌کند یا ذرات را درون یک حلقه نگه می‌دارد. این نام برگرفته از این واقعیت است که آنها جابه‌جایی «گلهٔ» ذرات تشکیل‌دهندهٔ حلقه در مسیر خود را به عنوان یک چوپان محدود می‌کنند.
از نظر فیزیکی، قمرهای چوپان با دیگر قمرها متفاوت نیستند. وجه تمایز آنها تنها در اثری است که در نزدیکی یک حلقهٔ سیاره‌ای ایجاد می‌کنند. آنها با اثر گرانشی خود، ذرات را جذب می‌کنند یا از راه رزنانس مداری آنها را از مدار اصلی خود منحرف می‌سازند. این باعث ایجاد شکاف‌هایی در سیستم حلقه می‌شود، مانند بخش جالب کاسینی و همچنین سبب به‌وجود آمدن دیگر حلقه‌های دارای جلوه‌های ویژه، یا تغییر شکل عجیب «پیچ خورده» حلقه‌ها می‌شود.

## کشف
وجود قمرهای چوپان در اوایل سال ۱۹۷۹ نظریه‌پردازی شد. مشاهدات حلقه‌های اورانوس نشان می‌دهد که این حلقه‌ها بسیار نازک و به خوبی از یک‌دیگر مشخص هستند و شکاف‌های تیز در بین حلقه‌ها وجود دارد. برای توضیح این موضوع، گلدرایچ و ترمین پیشنهاد کردند که دو قمر کوچک (که در آن زمان شناسایی نشده بودند)، ممکن است هر حلقه را محدود کرده‌باشند. نخستین تصویرها از قمرهای چوپان در اواخر همان سال توسط وویجر ۱ گرفته شد.

## نمونه‌ها

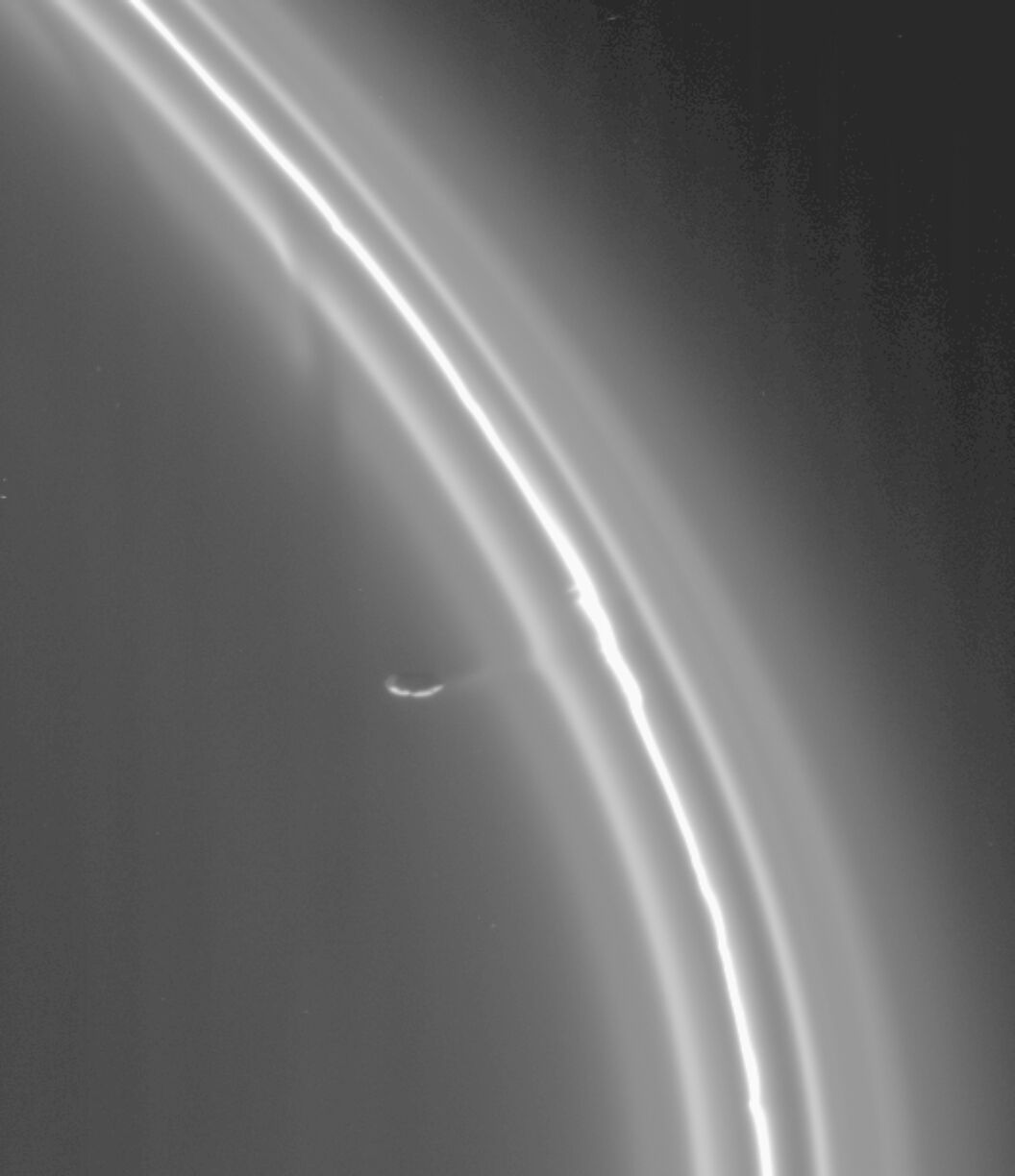
ماه چوپان پرومتئوس

### مشتری
چندین قمر کوچک درونی مشتری، یعنی متیس و آدرستیا، در منظومه حلقه‌ای مشتری قرار دارند و همچنین در محدوده Roche مشتری قرار دارند. ممکن است این حلقه‌ها از موادی تشکیل شده باشند که توسط نیروهای جزر و مدی مشتری از این دو جسم بیرون کشیده می‌شوند، که احتمالاً با برخورد مواد حلقه بر سطح آنها تسهیل می‌شود.

### کیوان
در سیستم پیچیدهٔ حلقه‌های کیوان چندین قمر چوپان هست. این‌ها عبارتند از پرومتئوس (حلقه F), دافنیس (کیلر گپ)،پان (آنکه شکاف)، ژانوس، و اپیمتئوس (هر دو حلقه A).